# Axostilo

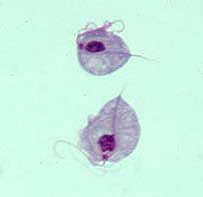
Coloração Giemsa de T. vaginalis. No centro o axostilo.

O axostilo é uma lâmina ou eixo formado por microtúbulos que se encontra em certos eucariotas unicelulares. Origina-se na base dos flagelos e por vezes projeta-se além do limite da célula, e costuma ser flexível ou contráctil, pelo que pode estar implicado no movimento e proporciona suporte à célula. O axostilo origina em associação com a raiz microtubular flagelar e aparece em dois grupos de protistas, as Oxymonadida e os Parabasalia, os quais possuem axostilos com estruturas diferentes e não homólogas. Nas  Trichomonas postulou-se que o axostilo participa na locomoção e na adesão da célula, mas também na cariocinese durante a divisão celular.